# ستورلا أوتيسين
ستورلا أوتيسين (بالنرويجية البوكمول: Sturla Ottesen)‏ هو لاعب كرة قدم نرويجي في مركز الدفاع، ولد في 25 مايو 2001.